# Casey Affleck
Caleb Casey McGuire Affleck-Boldt (ur. 12 sierpnia 1975 w Falmouth) – amerykański aktor, okazjonalnie scenarzysta i producent filmowy. Laureat Oscara dla najlepszego aktora pierwszoplanowego za rolę w filmie Manchester by the Sea, przyznanej w 2017 roku podczas 89. ceremonii wręczenia Oscarów.

## Życiorys

### Wczesne lata
Urodził się w Falmouth w stanie Massachusetts jako syn Chris Anne (z domu Boldt) i Timothy’ego Byersa „Tima” Afflecka. Jego rodzina miała korzenie angielskie, irlandzkie, szkockie, niemieckie, francuskie, szwajcarskie, szwedzkie i walijskie. Jego matka związana była ze szkolnictwem, ojciec zajmował się: pracą socjalną, mechaniką samochodową, doradztwem lekarstw, pracą za barem oraz aktorstwem w Theater Company of Boston. Jego starszy brat Ben Affleck (ur. 15 sierpnia 1972) to również aktor. Prapradziadek, Heinrich Boldt, znany z odkrycia złotego dysku Haralda Sinozębego w pobliżu wyspy Wolin, wyemigrował z Pomorza pod koniec pierwszej połowy XIX wieku.
W czerwcu 1993 ukończył Cambridge Rindge & Latin School w Cambridge w Massachusetts. Jego rodzice rozwiedli się gdy miał 9 lat, Affleck i jego starszy brat Ben mieszkali z matką i odwiedzali ojca co tydzień. Nauczył się mówić po hiszpańsku podczas rocznego podróżowania po Meksyku z matką i bratem, gdy miał 10 lat. Kiedy Affleck miał 14 lat, jego ojciec wyjechał do Indio w Kalifornii. Pracował jako pomocnik kelnera w restauracji w Pasadenie. Postanowił przenieść się do Waszyngtonu, aby studiować politykę na George Washington University. Potem przeniósł się na Columbia University w Nowym Jorku, gdzie przez dwa lata realizował podstawę programową. Nie ukończył jednak studiów.

### Kariera
W wieku trzynastu lat debiutował na szklanym ekranie jako Jerry – brat Alana (Kevin Bacon) w dramacie autobiograficznym PBS Lemon Sky (1988) wg sztuki Lanforda Wilsona. W miniserialu  ABC Rodzina Kennedych stanu Massachusetts (The Kennedys of Massachusetts, 1990) pojawił się jako Robert F. Kennedy w wieku 12–15 lat.
Mając 18 lat, Affleck przeniósł się na rok do Los Angeles, aby rozpocząć karierę aktorską i mieszkał z bratem i przyjacielem z dzieciństwa, Mattem Damonem. Wkrótce Gus Van Sant zaangażował go do roli socjopatycznego nastolatka w czarnej komedii Za wszelką cenę (1995) u boku Joaquina Phoenixa, Matta Dillona i Nicole Kidman. Po występie w komediodramacie Dogonić słońce (1996) z Halle Berry, zagrał u boku swojego brata – Bena Afflecka w komedii romantycznej Kevina Smitha W pogoni za Amy (1997) i słynnym dramacie Gusa Van Santa Buntownik z wyboru (1997). Następnie otrzymał główną rolę jako Peter Kepler w dobrze przyjętym komediodramacie Desert Blue (1998) u boku Kate Hudson i Christiny Ricci.
W ekranizacji dzieła Williama Shakespeare’a Hamlet (2000) z Ethanem Hawkiem w roli tytułowej wystąpił jako Fortynbras. Steven Soderbergh obsadził go w roli Virgila Malloya w filmie Ocean’s Eleven: Ryzykowna gra (2001) i jego kontynuacjach w doborowej obsadzie (George Clooney, Brad Pitt, Andy García, Matt Damon, Julia Roberts). W 2002 wystąpił na West Endzie w londyńskim Garrick Theatre jako Warren – naiwny kumpel dilera narkotyków (Matt Damon) w sztuce Kennetha Lonergana To nasza młodość (This Is Our Youth) z Summer Phoenix. W wyreżyserowanym przez swojego brata Bena dramacie kryminalnym Gdzie jesteś, Amando? (2007) zagrał główną rolę prywatnego detektywa Patricka Kenziego.
W 2008 nominację do Oscara i Złotego Globu przyniosła mu rola drugoplanowa w filmie Zabójstwo Jesse’ego Jamesa przez tchórzliwego Roberta Forda. Za rolę Lee Chandrela w filmie Manchester by the Sea (2016) w reżyserii Kennetha Lonergana w 2017 dostał Oscara.

## Życie prywatne
3 czerwca 2006 ożenił się z aktorką Summer Phoenix. Mają dwójkę dzieci: córkę Indianę (ur. 31 maja 2004) i syna Atticusa (ur. 12 stycznia 2008). 15 września 2017 rozwiedli się.

## Filmografia

### Scenarzysta
- 2002: Gerry
- 2010: I’m Still Here

### Aktor
- 1988: Lemon Sky jako Jerry
- 1990: The Kennedys of Massachusetts jako Robert
- 1995: Za wszelką cenę (To Die For) jako Russell Hines
- 1996: Dogonić słońce (Race the Sun) jako Daniel Webster
- 1997: W pogoni za Amy (Chasing Amy) jako Dzieciak
- 1997: Buntownik z wyboru (Good Will Hunting) jako Morgan
- 1998: Desert Blue jako Pete Kepler
- 1999: 200 papierosów (200 Cigarettes) jako Tom
- 1999: American Pie, czyli dowCipna sprawa (American Pie) jako Tom Myers
- 1999: Pływanie
- 2000: Attention Shoppers jako Jed
- 2000: To wciąż mój mąż (Committed) jako Jay
- 2000: Trafiona-zatopiona (Drowning Mona) jako Bobby Calzone
- 2000: Hamlet jako Fortynbras
- 2001: Ocean’s Eleven: Ryzykowna gra (Ocean’s Eleven) jako Virgil Malloy
- 2001: Poza świadomością (Soul Survivors) jako Sean
- 2001: American Pie 2 jako Tom Myers
- 2002: Gerry jako Gerry
- 2004: Samotny Jim (Lonesome Jim) jako Jim
- 2004: Ocean’s Twelve: Dogrywka (Ocean’s Twelve) jako Virgil Malloy
- 2006: Przyjaciele (The Last Kiss) jako Chris
- 2007: Ocean’s Thirteen jako Virgil Malloy
- 2007: Zabójstwo Jesse’ego Jamesa przez tchórzliwego Roberta Forda jako Robert Ford
- 2007: Gdzie jesteś, Amando? (Gone Baby Gone) jako Patrick Kenzie
- 2010: Morderca we mnie (The Killer Inside Me) jako Lou Ford
- 2010: I’m Still Here, gra siebie samego
- 2013: Zrodzony w ogniu (Out of the Furnace) jako Rodney Baze Jr.
- 2014: Interstellar jako Tom Cooper
- 2016: Czas próby (The Finest Hours) jako Ray Sybert
- 2016: Psy mafii (Triple 9) jako Chris Allen
- 2016: Manchester by the Sea jako Lee Chandler
- 2017: A Ghost Story jako C
- 2018: Gentleman z rewolwerem (The Old Man & the Gun) jako John Hunt
- 2023: Oppenheimer jako Boris Pash

## Nagrody
- Nagroda Akademii Filmowej Najlepszy aktor pierwszoplanowy: 2016 Manchester by the Sea
- Złoty Glob Najlepszy aktor w filmie dramatycznym: 2016 Manchester by the Sea
- Nagroda BAFTA Najlepszy aktor pierwszoplanowy: 2016 Manchester by the Sea